# Macará (Loja)

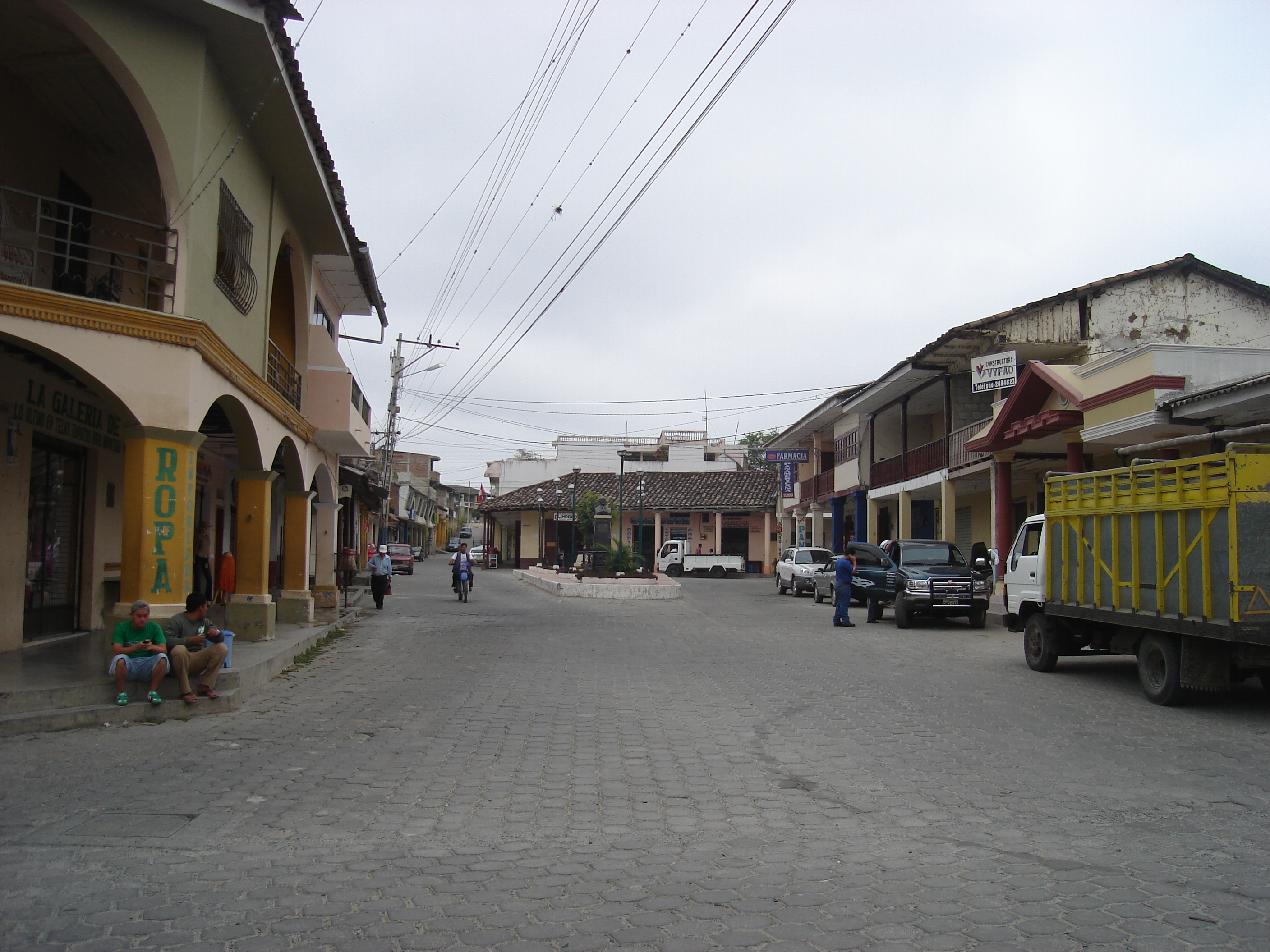
Calle Bolívar

Macará ist eine Kleinstadt und ein Municipio in der Provinz Loja im äußersten Süden von Ecuador an der peruanischen Grenze. Beim Zensus 2010 betrug die Einwohnerzahl im urbanen Bereich von Macará 12.587. 9 Jahre zuvor lag die Einwohnerzahl bei 11.483. Die Stadt ist Verwaltungssitz des gleichnamigen Kantons. Ferner bildet einen Teil des Municipios die Parroquia urbana Macará. Die Stadt geht auf eine spanische Gründung im Jahr 1719 zurück. Hauptwirtschaftsfaktoren sind die Landwirtschaft und der Handel.

## Lage
Macará liegt auf einer Höhe von 450 m in den westlichen Ausläufern der Anden. Die Stadt liegt am Nordufer des Río Macará, der den Grenzfluss zum südlichen Peru bildet. Im Westen wird Macará von dessen rechtem Nebenfluss Quebrada Mandala begrenzt.

## Municipio
Das 369,1 km² große Municipio Macará wird aus zwei Parroquias urbanas gebildet: Macará und Eloy Alfaro (⊙). Es besaß beim Zensus 2010 eine Einwohnerzahl von 15.730. Eloy Alfaro liegt östlich der Landebahn des Flugplatzes Macará.

## Verkehr
Die Fernstraße E35 verbindet Macará mit der 95 km ostnordöstlich gelegenen Provinzhauptstadt Loja. Die Fernstraße E69 führt in östlicher Richtung über Cariamanga nach Catamayo. Am Grenzübergang von Macará endet die von Tambogrande kommende peruanische Nationalstraße 1N. Mitten in der Stadt Macará befindet sich der Flugplatz Macará.